# Sweet Home Chicago
Sweet Home Chicago è una famosa canzone popolare blues. È diventata una delle più diffuse canzoni blues su Chicago, grazie alle interpretazioni di Robert Johnson, The Blues Brothers.
Una cover del brano fu realizzata dal chitarrista Eric Clapton.